# SS Abyssinia
O SS Abyssinia (1870), foi um navio britânico de correio operado pela Cunard Line na rota de Liverpool a Nova Iorque. O navio também foi operado pela Guion Line na mesma rota, e pela Canadian Pacific Line na rota do Pacífico.